# 強尼之危機四伏
《強尼之危機四伏》（英語：Turks & Caicos），2014年英國電視電影，以英國安全局（軍情五處，MI5）為背景的政治諜報片，導演大衛·海爾「強尼·沃里克」三部曲中的第二部，場景設定在拉丁美洲的土克凱可群島。

## 主演
- 比爾·奈伊，飾演「強尼·沃里克」，化名「湯姆·艾略特」（嚮往詩人T·S·艾略特）[4][1]，MI5資深警官。

- 雷夫·范恩斯，飾演「艾歷克·比斯萊」，英國首相。
- 茱蒂·戴维斯
- 費莉絲蒂·瓊斯，飾演「約翰尼·沃里克」的女兒，畫家。

## 外部連結
- 在BBC Programmes了解《Turks & Caicos》（英文）

- 互联网电影数据库（IMDb）上《強尼之危機四伏》的资料（英文）
- Turks & Caicos （页面存档备份，存于）－广播时报（Radio Times）（英文）
- Turks & Caicos media pack （页面存档备份，存于），BBC（英文）
- Turks & Caicos, BBC Two, review （页面存档备份，存于），The Telegraph （英文）
- Turks & Caicos 2014 Directed by David Hare （页面存档备份，存于），Letterboxd （英文）